# Caulorhiza trullisatipes
Caulorhiza trullisatipes är en svampart som först beskrevs av Peck, och fick sitt nu gällande namn av Halling 1983. Caulorhiza trullisatipes ingår i släktet Caulorhiza och familjen Tricholomataceae.   Inga underarter finns listade i Catalogue of Life.